# Курбанов, Самед Мухут оглы
Самед Мухут оглы Курбанов (Гурбанов) (10 июля 1953, Новая Акстафа, Азербайджанская ССР) — советский футболист, полузащитник.

## Биография
Всю карьеру провёл в бакинском «Нефтчи». В 1972, 1977—1984 годах в высшей лиге провёл 230 матчей, забил 10 голов. В 1973—1976 годах в первой лиге в 131 игре забил 10 голов. Приглашался в московские «Спартак» и ЦСКА и в «Черноморец», но отказал клубам. По суммарному количеству матчей за «Нефтчи» уступает только Сергею Крамаренко и Аскеру Абдуллаеву.
За быструю скорость получил от болельщиков прозвище «Жигули». Вызывался в олимпийскую и вторую сборную СССР. Вошёл в список 33 лучших игроков в истории азербайджанского футбола, составленный в 1981 году.
По окончании карьеры игрока не стал работать тренером, посчитав свой характер слишком мягким для этой профессии. По состоянию на 2008 год более 25 лет работал в органах безопасности.
С 30 марта 2015 года — член наблюдательного совета ПФК «Нефтчи».